# Hafia FC
Hafia FC, grundad 1951, är en fotbollsklubb i Conakry i Guinea. Klubben spelar säsongen 2021/2022 i Guineas högstadivision, Guinée Championnat National.
Klubben i dess nuvarande form bildades genom att distriktslaget Conakry II omvandlades till en egen klubb 1971, och tog namnet Hafia efter det lokala guineanska språkets ord för "renässans" eller "god hälsa". Hafia hade sin storhetstid under 1960- och 1970-talen, då klubben utöver en rad ligatitlar även vann föregångaren till afrikanska Champions League, African Cup of Champions Clubs, vid tre tillfällen 1972, 1975 och 1977.

## Meriter i urval

### Nationella
- Guinée Championnat National (11):[1] 1965, 1966, 1967/1968, 1968/1969, 1971, 1972, 1978, 1979, 1983, 1985, 2023
- Guineanska cupen (4): 1992, 1993, 2002, 2017

### Internationella
- African Cup of Champions Clubs (3): 1972, 1975, 1977